# Estrie
Estrie – region administracyjny w prowincji Québec (Kanada), położony na południowy wschód od Montrealu, wzdłuż granicy ze Stanami Zjednoczonymi, ze stolicą w Sherbrooke. Składa się z sześciu regionalnych magistratów i 88 hrabstw. Dzisiejszy region obejmuje większość obszaru krainy historycznej Kantony Wschodnie. Nazwa regionu pochodzi od słowa wschód (fr. est, tak jak w Cantons de l’Est). Estrie podzielona jest na 6 regionalnych gmin hrabstwa oraz 88 gmin.
Estrie ma 310 733 mieszkańców. Język francuski jest językiem ojczystym dla 90,0%, angielski dla 6,7% mieszkańców (2011).
Regionalne gminy hrabstwa (MRC):
- Coaticook
- Le Granit
- Le Haut-Saint-François
- Les Sources
- Le Val-Saint-François
- Memphrémagog

Jedna gmina znajduje się poza MRC:
- miasto Sherbrooke